# Hamerani

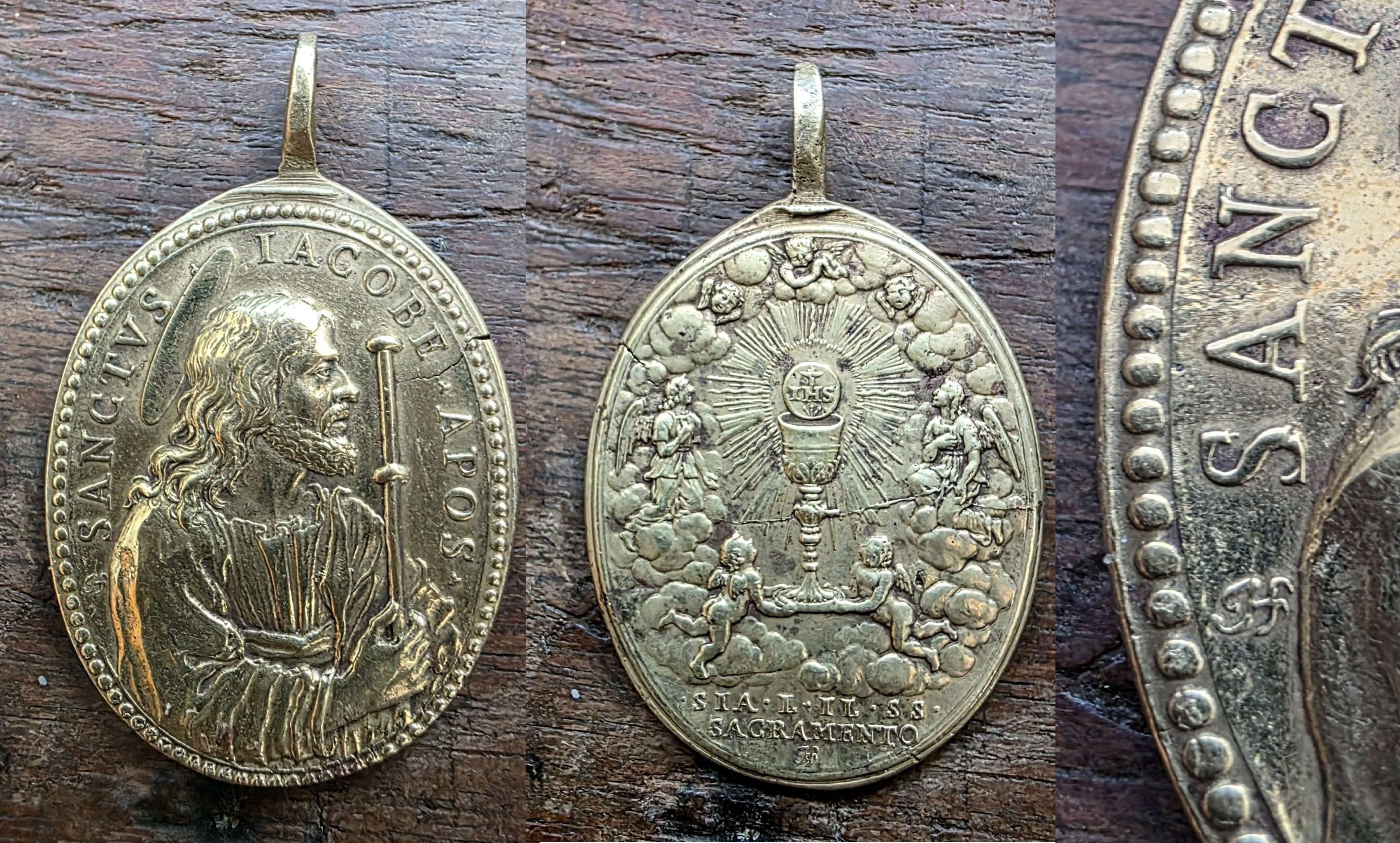
Medaglia religiosa di Giovanni Hamerani (1763-1846), con la firma (legatura) JHF- Joannes Hameranus fecit.

Gli Hamerani (anche Hameran, Haimeran) costituiscono una famiglia di orefici e medaglisti italiani di origine bavarese. Il cognome deriva dal secondo nome di Johann Hameran ed è una forma locale con cui è chiamato sant'Emmeramo di Ratisbona.

## Storia

### Johann Andreas Hameran
Il fondatore della dinastia nacque nella masseria di Hermannskircher presso Vilsbiburg, nella Bassa Baviera, verso il 1590 e nel giugno 1604 andò a svolgere il suo apprendistato presso un orafo a Monaco; nel 1610, dopo sei anni, ricevette dal maestro la qualifica di "Geselle", che indica colui che ha compiuto l'apprendistato ma che non è ancora un maestro. Lo stesso anno dovette abbandonare Monaco per guai con la giustizia, a causa di un duello. Nel 1616 si ha la registrazione di un "Giovanni da Monaco". Nel 1619 Johann si sposò con Margherita Corradini, figlia dell'orafo Camillo. Negli anni 1620 ricevette compensi dal palazzo apostolico per alcune guarnizioni in oro fatte per il papa. Dal matrimonio nacque Alberto, che continuerà l'attività paterna. Perduta la moglie si risposò nel 1635 con Margherita Agucchi da cui ebbe due figlie, Anna Maria e Teresa. Johann morì il 17 agosto 1644 a Livorno..

### Alberto
Nacque a Roma il 10 ottobre 1620. Si sposò verso il 1640 con Marta Agucchi, sorella della matrigna. La coppia ebbe almeno due figli che gli sopravvissero, Anna Cecilia e Giovanni. Imparò l'arte dell'incisione con il padre. Lavorò a Roma sotto Clemente IX e Clemente X. Morì a Roma il 20 o il 21 giugno 1677. Fu sepolto presso la Basilica Vaticana. L'epigrafe funerarie, riportata Ridolfino Venuti, è dedicata dal figlio Ioannes Martinvs paternæ artis heres.
Negli anni 1660 lavorò presso la zecca di Massa, aiutato dal figlio giovanissimo. A Massa incise un conio.
Nel 1662 l'università degli orefici gli concesse la licenza per l'apertura di una bottega al segno della Lupa in via dei Coronari (Bulgari, p. 7, in Sapienza).
Entrambi i figli, Anna e Giovanni, furono istruiti nell'arte dell'incisione.

### Anna Cecilia
Anna Cecilia, figlia di Alberto e sorella di Giovanni si specializzò nell'arte di incidere il cristallo Le vengono attribuiti alcuni cristalli che si trovano in quattro candelieri d'argento fatti da Carlo Spagna, custoditi nel Tesoro di San Pietro, che costituirono un dono del cardinale Francesco Barberini a Papa Innocenzo XI. Nata a Roma verso il 1642, morì, sempre a Roma, all'età di 37 e di conseguenza intorno al 1670.

### Giovanni Martino
Nacque a Roma nel 1646. Successe al padre come medaglista sotto Clemente X e in seguito sotto Innocenzo XI, Alessandro VIII, Innocenzo XII e Clemente XI.
Nel 1684 divenne membro dell'Accademia di San Luca. Morì nel 28 giugno 1705. Lasciò sei figli: Plautilla, Ermenegildo, Colomanno, Settimia, Ottone e Floradecia. La figlia Beatrice, anche lei medaglista era morta l'anno prima. Oltre a Beatrice si distinsero nell'arte di incisori di medaglie anche Ermenegildo e Ottone.

### Beatrice
Beatrice nacque a Roma il 14 settembre 1677: abile a incidere i coni delle medaglie, lavorò per la Zecca pontificia. Nel 1703 sposò Michele Bonticelli dei Corvi. Morì a Roma il 25 febbraio 1704. Di Beatrice è nota una medaglia, battuta nel 1694 per le opere di beneficenza di Innocenzo XII.

### Ermenegildo

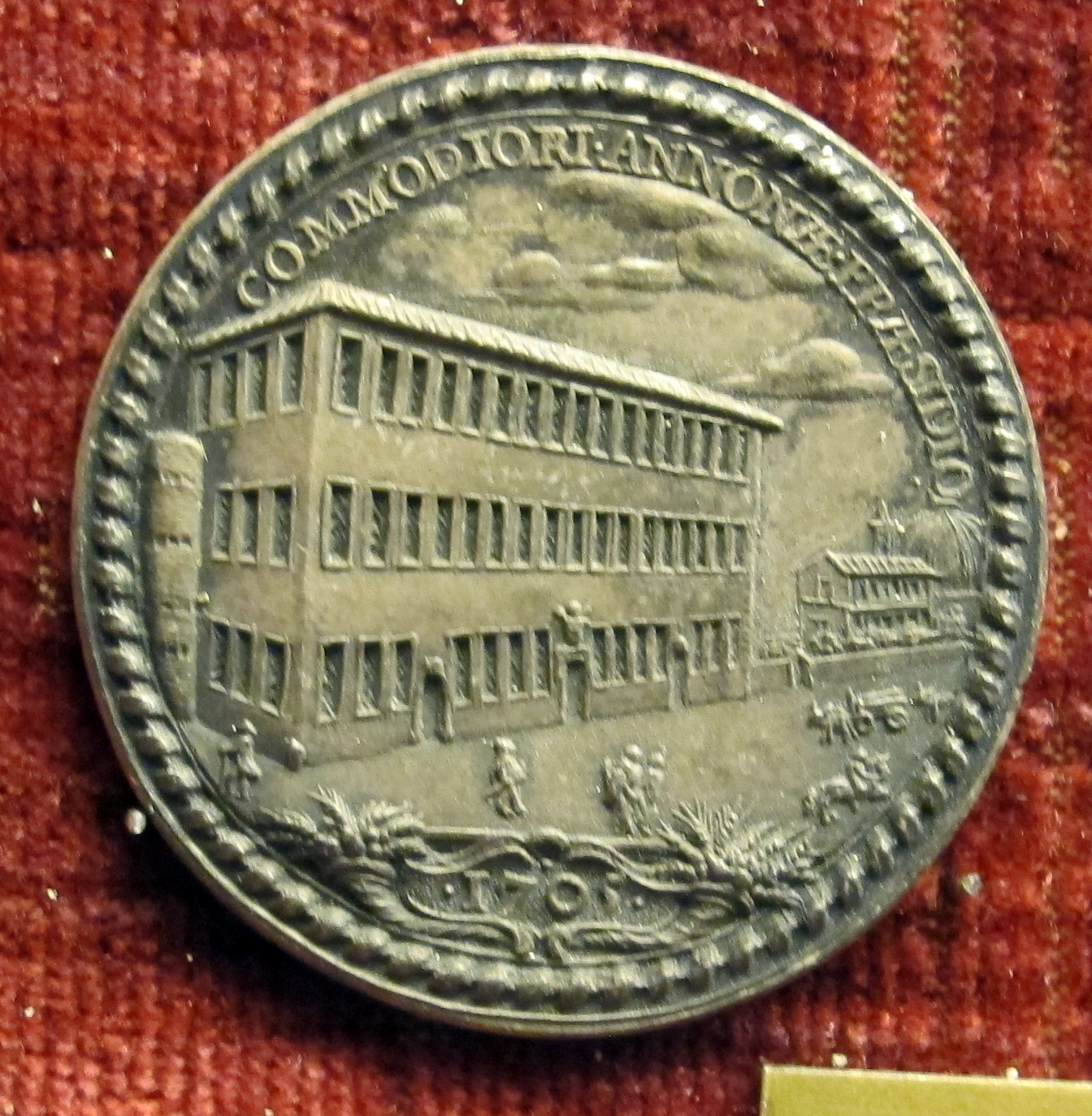
Ermeneglido Hamerani, medaglia di Clemente XI con nuovo edificio dell'annona presso San Bernardo alle Terme, 1705, argento

Ermenegildo, nato nel 1685 morì il 29 novembre 1756. Fu incisore sotto i papi Clemente XI, Innocenzo XIII e Benedetto XIII; incise molte medaglie e, a partire dal V anno del pontificato di Clemente, fu uno degli incisori dei conii delle monete dello Stato pontificio.
Nel corso del 1730 ottenne un breve incarico come incisore nella zecca di Palermo.

### Ottone
Ottone nacque a Roma il 5 novembre 1694. Ottone, noto anche come Otto, lavorò con Clemente XII e i suoi successori Benedetto XIV e Clemente XIII, incidendo diverse medaglie.
Morì il 21 marzo 1761.

### Ferdinando
Figlio di Ottone e Teresa Velli, nacque a Roma il 30 maggio 1730 e nel 1758 sposò Antonia, figlia di Ferdinando Fuga. L'8 aprile 1761 fu nominato da Clemente XIII incisore della Zecca, nonostante che non si fosse mai dedicato all'incisione di monete o di medaglie.
Morì a Roma il 24 novembre 1789.

### Gioacchino
Figlio di Ferdinando e Antonia Fuga, nacque a Roma il 4 giugno 1761. Nel 1785 divenne incisore dei sigilli del Dazio assieme al padre; alla morte di questi, nel 1789, divenne incisore della zecca. Alla fine del secolo XVIII lui e il fratello Giovanni cedettero allo Stato Pontificio la collezione di medaglie papali, ora al Museo della Zecca di Stato di Roma. Morì a Roma il 12 ottobre 1797.

### Giovanni
Fratello di Gioacchino, nacque a Roma il 30 luglio 1763. Seguì inizialmente la strada del nonno materno, l'architetto Ferdinando Fuga. Dopo la morte del fratello iniziò a incidere medaglie, e divenne incisore presso la Zecca pontificia il 15 maggio 1801.
Morì a Roma il 13 novembre 1846.

## Albero genealogico
|                     |                     |                     |                     |                     |                     | Johann Andreas Hameran | Johann Andreas Hameran | Johann Andreas Hameran | Johann Andreas Hameran | Johann Andreas Hameran                | Johann Andreas Hameran                |                                       |                                       |                                       |                                       |                             |                             | Margherita Corradini        | Margherita Corradini        | Margherita Corradini        | Margherita Corradini        | Margherita Corradini      | Margherita Corradini      |                     |                     |                     |                     |                     |                     |              |              |              |              |
|                     |                     |                     |                     |                     |                     | Johann Andreas Hameran | Johann Andreas Hameran | Johann Andreas Hameran | Johann Andreas Hameran | Johann Andreas Hameran                | Johann Andreas Hameran                |                                       |                                       |                                       |                                       |                             |                             | Margherita Corradini        | Margherita Corradini        | Margherita Corradini        | Margherita Corradini        | Margherita Corradini      | Margherita Corradini      |                     |                     |                     |                     |                     |                     |              |              |              |              |
|                     |                     |                     |                     |                     |                     |                        |                        |                        |                        |                                       |                                       |                                       |                                       |                                       |                                       |                             |                             |                             |                             |                             |                             |                           |                           |                     |                     |                     |                     |                     |                     |              |              |              |              |
|                     |                     |                     |                     | Maria Aguccia       | Maria Aguccia       | Maria Aguccia          | Maria Aguccia          | Maria Aguccia          | Maria Aguccia          |                                       |                                       | Alberto Hamerani                      | Alberto Hamerani                      | Alberto Hamerani                      | Alberto Hamerani                      | Alberto Hamerani            | Alberto Hamerani            |                             |                             |                             |                             |                           |                           |                     |                     |                     |                     |                     |                     |              |              |              |              |
|                     |                     |                     |                     | Maria Aguccia       | Maria Aguccia       | Maria Aguccia          | Maria Aguccia          | Maria Aguccia          | Maria Aguccia          |                                       |                                       | Alberto Hamerani                      | Alberto Hamerani                      | Alberto Hamerani                      | Alberto Hamerani                      | Alberto Hamerani            | Alberto Hamerani            |                             |                             |                             |                             |                           |                           |                     |                     |                     |                     |                     |                     |              |              |              |              |
|                     |                     |                     |                     |                     |                     |                        |                        |                        |                        |                                       |                                       |                                       |                                       |                                       |                                       |                             |                             |                             |                             |                             |                             |                           |                           |                     |                     |                     |                     |                     |                     |              |              |              |              |
|                     |                     |                     |                     |                     |                     |                        |                        |                        |                        |                                       |                                       |                                       |                                       |                                       |                                       |                             |                             |                             |                             |                             |                             |                           |                           |                     |                     |                     |                     |                     |                     |              |              |              |              |
| Brigitta Marchionni | Brigitta Marchionni | Brigitta Marchionni | Brigitta Marchionni | Brigitta Marchionni | Brigitta Marchionni |                        |                        |                        |                        | Giovanni Martino Hamerani (1646-1705) | Giovanni Martino Hamerani (1646-1705) | Giovanni Martino Hamerani (1646-1705) | Giovanni Martino Hamerani (1646-1705) | Giovanni Martino Hamerani (1646-1705) | Giovanni Martino Hamerani (1646-1705) |                             |                             | Anna Hamerani (1642-1679)   | Anna Hamerani (1642-1679)   | Anna Hamerani (1642-1679)   | Anna Hamerani (1642-1679)   | Anna Hamerani (1642-1679) | Anna Hamerani (1642-1679) |                     |                     |                     |                     |                     |                     |              |              |              |              |
| Brigitta Marchionni | Brigitta Marchionni | Brigitta Marchionni | Brigitta Marchionni | Brigitta Marchionni | Brigitta Marchionni |                        |                        |                        |                        | Giovanni Martino Hamerani (1646-1705) | Giovanni Martino Hamerani (1646-1705) | Giovanni Martino Hamerani (1646-1705) | Giovanni Martino Hamerani (1646-1705) | Giovanni Martino Hamerani (1646-1705) | Giovanni Martino Hamerani (1646-1705) |                             |                             | Anna Hamerani (1642-1679)   | Anna Hamerani (1642-1679)   | Anna Hamerani (1642-1679)   | Anna Hamerani (1642-1679)   | Anna Hamerani (1642-1679) | Anna Hamerani (1642-1679) |                     |                     |                     |                     |                     |                     |              |              |              |              |
|                     |                     |                     |                     |                     |                     |                        |                        |                        |                        |                                       |                                       |                                       |                                       |                                       |                                       |                             |                             |                             |                             |                             |                             |                           |                           |                     |                     |                     |                     |                     |                     |              |              |              |              |
|                     |                     |                     |                     |                     |                     |                        |                        |                        |                        |                                       |                                       |                                       |                                       |                                       |                                       |                             |                             |                             |                             |                             |                             |                           |                           |                     |                     |                     |                     |                     |                     |              |              |              |              |
| Beatrice Hamerani   | Beatrice Hamerani   | Beatrice Hamerani   | Beatrice Hamerani   | Beatrice Hamerani   | Beatrice Hamerani   |                        |                        | Ermenegildo Hamerani   | Ermenegildo Hamerani   | Ermenegildo Hamerani                  | Ermenegildo Hamerani                  | Ermenegildo Hamerani                  | Ermenegildo Hamerani                  |                                       |                                       | Ottone Hamerani (1694-1761) | Ottone Hamerani (1694-1761) | Ottone Hamerani (1694-1761) | Ottone Hamerani (1694-1761) | Ottone Hamerani (1694-1761) | Ottone Hamerani (1694-1761) |                           |                           |                     |                     |                     |                     | Teresa Velli        | Teresa Velli        | Teresa Velli | Teresa Velli | Teresa Velli | Teresa Velli |
| Beatrice Hamerani   | Beatrice Hamerani   | Beatrice Hamerani   | Beatrice Hamerani   | Beatrice Hamerani   | Beatrice Hamerani   |                        |                        | Ermenegildo Hamerani   | Ermenegildo Hamerani   | Ermenegildo Hamerani                  | Ermenegildo Hamerani                  | Ermenegildo Hamerani                  | Ermenegildo Hamerani                  |                                       |                                       | Ottone Hamerani (1694-1761) | Ottone Hamerani (1694-1761) | Ottone Hamerani (1694-1761) | Ottone Hamerani (1694-1761) | Ottone Hamerani (1694-1761) | Ottone Hamerani (1694-1761) |                           |                           |                     |                     |                     |                     | Teresa Velli        | Teresa Velli        | Teresa Velli | Teresa Velli | Teresa Velli | Teresa Velli |
|                     |                     |                     |                     |                     |                     |                        |                        |                        |                        |                                       |                                       |                                       |                                       |                                       |                                       |                             |                             |                             |                             |                             |                             |                           |                           |                     |                     |                     |                     |                     |                     |              |              |              |              |
|                     |                     |                     |                     |                     |                     |                        |                        |                        |                        |                                       |                                       | Maria Antonia Fuga                    | Maria Antonia Fuga                    | Maria Antonia Fuga                    | Maria Antonia Fuga                    | Maria Antonia Fuga          | Maria Antonia Fuga          |                             |                             |                             |                             |                           |                           | Ferdinando Hamerani | Ferdinando Hamerani | Ferdinando Hamerani | Ferdinando Hamerani | Ferdinando Hamerani | Ferdinando Hamerani |              |              |              |              |
|                     |                     |                     |                     |                     |                     |                        |                        |                        |                        |                                       |                                       | Maria Antonia Fuga                    | Maria Antonia Fuga                    | Maria Antonia Fuga                    | Maria Antonia Fuga                    | Maria Antonia Fuga          | Maria Antonia Fuga          |                             |                             |                             |                             |                           |                           | Ferdinando Hamerani | Ferdinando Hamerani | Ferdinando Hamerani | Ferdinando Hamerani | Ferdinando Hamerani | Ferdinando Hamerani |              |              |              |              |
|                     |                     |                     |                     |                     |                     |                        |                        |                        |                        |                                       |                                       |                                       |                                       |                                       |                                       |                             |                             |                             |                             |                             |                             |                           |                           |                     |                     |                     |                     |                     |                     |              |              |              |              |
|                     |                     |                     |                     |                     |                     |                        |                        |                        |                        |                                       |                                       |                                       |                                       |                                       |                                       |                             |                             |                             |                             |                             |                             |                           |                           |                     |                     |                     |                     |                     |                     |              |              |              |              |
|                     |                     |                     |                     |                     |                     |                        |                        |                        |                        |                                       |                                       |                                       |                                       | Giovanni Hamerani                     | Giovanni Hamerani                     | Giovanni Hamerani           | Giovanni Hamerani           | Giovanni Hamerani           | Giovanni Hamerani           |                             |                             | Gioacchino Hamerani       | Gioacchino Hamerani       | Gioacchino Hamerani | Gioacchino Hamerani | Gioacchino Hamerani | Gioacchino Hamerani |                     |                     |              |              |              |              |